# Barkholt
Barkholt ist neben Ost- und Westochtersum einer von drei Ortsteilen von Ochtersum, einer Gemeinde in der Samtgemeinde Holtriem im ostfriesischen Landkreis Wittmund, Niedersachsen. 
Das Dorf liegt etwa 6,3 Kilometer nordöstlich von Westerholt. Die früheste bekannte urkundliche Erwähnung Barkholts datiert auf das Jahr 1589. Damals wurde der Ortsname als Barckholt erfasst. Weitere Schreibweisen des Ortsnamens waren Bargholtz (1670) sowie Borchholt (1730). Die heutige Bezeichnung ist seit 1787 geläufig. Der Name ist eine Zusammensetzung der Worte bark (= Birke) und holt (= Wald). Der Ortsname bezeichnet somit einen Birkenwald. Im Jahre 1823 hatte Barkholt 109 Bewohner, die sich auf 19 Feuerstellen verteilten. 1848 waren es dann 139 Bewohner in 21 Wohngebäuden.
In Dänemark existiert ein gleichnamiger Weiler in Hjørring, Nordjütland und liegt in der Nähe von Bindslev und Kirkeby.